# Bi sắt tại Đại hội Thể thao Đông Nam Á 2021
Bi sắt là một trong những môn thể thao được tranh tài tại Đại hội Thể thao Đông Nam Á 2021 ở Việt Nam, được tổ chức từ ngày 13 đến 19 tháng 05 năm 2022 tại Trung tâm Huấn luyện Thể thao quốc gia Hà Nội.

## Nội dung thi đấu
Môn Bi sắt (Petanque) tại SEA Games 31 có 8 nội dung như sau:
- Nam: Kỹ thuật, Đôi, Bộ ba

- Nữ: Kỹ thuật, Đôi, Bộ ba

- Phối hợp: Đôi nam nữ, Bộ ba 2 nữ 1 nam.

## Chương trình thi đấu
| Ngày  | Giờ   | Nội dung         | Vòng      |
| ----- | ----- | ---------------- | --------- |
| 13/05 | 8:00  | Đăng kí          |           |
| 13/05 | 09:00 | Kỹ thuật nam     | Vòng loại |
| 13/05 |       | Kỹ thuật nữ      | Vòng loại |
| 13/05 | 16:00 |                  | Chung kết |
| 14/05 | 8:00  | Đăng ký          |           |
| 14/05 | 09:00 | Đôi nam          | Vòng loại |
| 14/05 |       | Đôi nữ           | Vòng loại |
| 15/05 | 8:00  | Đăng ký          |           |
| 15/05 | 09:00 | Đôi nam          | Chung kết |
| 15/05 |       | Đôi nữ           | Chung kết |
| 15/05 | 14:00 | Đôi nam nữ       | Vòng loại |
| 16/05 | 8:00  | Đăng ký          |           |
| 16/05 | 09:00 | Đôi nam nữ       | Vòng loại |
| 16/05 |       | Bô ba 2 nữ 1 nam | Vòng loại |
| 17/05 | 8:00  | Đăng ký          |           |
| 17/05 | 09:00 | Đôi nam nữ       | Chung kết |
| 17/05 |       | Bô ba 2 nữ 1 nam | Chung kết |
| 18/05 |       | Bộ ba nữ         | Vòng loại |
| 18/05 | 16:00 | Bộ ba nam        | Vòng loại |
| 18/05 |       | Bộ ba nữ         | Vòng loại |
| 19/05 | 8:00  | Đăng ký          |           |
| 19/05 | 09:00 | Bộ ba nam        | Chung kết |
| 19/05 |       | Bộ ba nữ         | Chung kết |

## Bảng huy chương
| Hạng               | Đoàn               | Vàng | Bạc | Đồng | Tổng số |
| ------------------ | ------------------ | ---- | --- | ---- | ------- |
| 1                  | Thái Lan           | 4    | 0   | 2    | 6       |
| 2                  | Campuchia          | 2    | 2   | 3    | 7       |
| 3                  | Việt Nam           | 1    | 3   | 3    | 7       |
| 4                  | Myanmar            | 1    | 0   | 2    | 3       |
| 5                  | Lào                | 0    | 2   | 4    | 6       |
| 6                  | Malaysia           | 0    | 1   | 2    | 3       |
| Tổng số (6 đơn vị) | Tổng số (6 đơn vị) | 8    | 8   | 16   | 32      |

## Danh sách huy chương

### Nam
| Nội dung | Vàng                                                                   | Bạc                                                | Đồng                                                                                  |
| -------- | ---------------------------------------------------------------------- | -------------------------------------------------- | ------------------------------------------------------------------------------------- |
| Doubles  | Thái Lan · Ratchata Khamdee · Aekkarin Kaewla                          | Campuchia · Thong Chhoeun · Yim Sophorn            | Việt Nam · Nguyễn Văn Thành · Thạch Thanh Tuấn                                        |
| Doubles  | Thái Lan · Ratchata Khamdee · Aekkarin Kaewla                          | Campuchia · Thong Chhoeun · Yim Sophorn            | Lào · Vilasack Lathsavong · Bountamy Southammavong                                    |
| Triples  | Thái Lan · Anuphon Phathan · Thanakorn Sangkaew · Thawonsith Ratchakot | Campuchia · Nhem Bora · Sieng Vanna · Khuon Lyhuor | Lào · Phoudthala Keokannika · Lar Mienmany · Xok Ananh Fongsanouvong                  |
| Triples  | Thái Lan · Anuphon Phathan · Thanakorn Sangkaew · Thawonsith Ratchakot | Campuchia · Nhem Bora · Sieng Vanna · Khuon Lyhuor | Malaysia · Ayzek Hakimi Safingan · Muhammad Arif Kana · Mohamed Syahzwan Mohamed Sani |
| Shooting | Supan Thongphoo · Thái Lan                                             | Nguyễn Văn Dũng · Việt Nam                         | Sok Chanmean · Campuchia                                                              |
| Shooting | Supan Thongphoo · Thái Lan                                             | Nguyễn Văn Dũng · Việt Nam                         | Win Thurain Tun · Myanmar                                                             |

### Nữ
| Nội dung | Vàng                                                 | Bạc                                                                  | Đồng                                                                 |
| -------- | ---------------------------------------------------- | -------------------------------------------------------------------- | -------------------------------------------------------------------- |
| Doubles  | Việt Nam · Thái Thị Hồng Thoa · Trần Lê Lan Anh      | Malaysia · Sharifah Aqilah Farhana · Nurashimah Senin                | Campuchia · Heang Vichny · Nop Chourlyka                             |
| Doubles  | Việt Nam · Thái Thị Hồng Thoa · Trần Lê Lan Anh      | Malaysia · Sharifah Aqilah Farhana · Nurashimah Senin                | Lào · Noy Manythone · Noneny Phanthaly                               |
| Triples  | Campuchia · Duong Dina · Sreng Sorakhim · Khoun Yary | Việt Nam · Thạch Thị Ánh Lan · Nguyễn Thị Cẩm Duyên · Nguyễn Thị Lan | Lào · Anhsany Dalavanh · Khoun Souksavat · Aly Sengchanphet          |
| Triples  | Campuchia · Duong Dina · Sreng Sorakhim · Khoun Yary | Việt Nam · Thạch Thị Ánh Lan · Nguyễn Thị Cẩm Duyên · Nguyễn Thị Lan | Thái Lan · Lalita Chiaochan · Aphinya Nuanwichit · Cheerawan Kallaya |
| Shooting | Khin Cherry Thet · Myanmar                           | Bovilak Thepphakan · Lào                                             | Ouk Sreymom · Campuchia                                              |
| Shooting | Khin Cherry Thet · Myanmar                           | Bovilak Thepphakan · Lào                                             | Nguyễn Thị Hiền · Việt Nam                                           |

### Mixed
| Nội dung | Vàng                                                          | Bạc                                                               | Đồng                                                                    |
| -------- | ------------------------------------------------------------- | ----------------------------------------------------------------- | ----------------------------------------------------------------------- |
| Doubles  | Campuchia · Sin Vong · Vorng Chantha                          | Việt Nam · Thạch Pha Nara · Nguyễn Văn Quang                      | Thái Lan · Sunitra Phuangyoo · Phongsakron Ainpu                        |
| Doubles  | Campuchia · Sin Vong · Vorng Chantha                          | Việt Nam · Thạch Pha Nara · Nguyễn Văn Quang                      | Malaysia · Sharifah Afiqah Farzana Syed Ali · Syed Afiq Fakhri Syed Ali |
| Triples  | Thái Lan · Sudarat Tasorn · Nattaya Yoothong · Anupong Khamfu | Lào · Manivanh Souliya · Chansamone Vongsavath · Anoulack Veomany | Myanmar · Gant Gaw Thant Zin · Tin Tin Wai · Ko Ko Htwe                 |
| Triples  | Thái Lan · Sudarat Tasorn · Nattaya Yoothong · Anupong Khamfu | Lào · Manivanh Souliya · Chansamone Vongsavath · Anoulack Veomany | Việt Nam · Nguyễn Thị Thúy Kiều · Nguyễn Thị Thi · Lý Ngọc Tài          |